# Ја сам Акико
Ја сам Акико је роман српског књижевника Стефана Митића објављен 21. јуна 2018. године за издавачку кућу Лагуна. Роман говори о девојчици по имену Акико која не воли границе, а на Међународном фестивалу „Трг од књиге“ проглашен је за дечју књигу године 2018.
Аутор је за ову књигу добио Књижевну награду Политикиног Забавника за 2018. годину.